# Claire Devarrieux
Claire Devarrieux, née en 1954 à Caen, est une journaliste, critique littéraire et romancière et traductrice française.

## Biographie
Née en 1954 à Caen, région de Normandie, en France,, Claire Devarrieux effectue des études au Centre de formation des journalistes (CFJ). 
Puis elle est recrutée au quotidien Le Monde en 1975 par la cheffe du service Culture, Yvonne Baby. Elle quitte ce journal à la suite du départ forcé d'Yvonne Baby en 1986. Elle est alors recrutée comme critique littéraire au journal Libération,. Elle prend ensuite la direction d'un complément hebdomadaire à ce quotidien, appelé le Cahier Livres,.
Elle se consacre en parallèle à l'écriture : romans, livres pour enfants et livres sur le cinéma. Il s'agit notamment des romans Innocentes !, en 1988, Dieu sait quoi en 1991, ou encore Un cœur tendre en 1998, après avoir publié comme livres pour enfants: J'ai horreur des contacts humains en 1987 chez  Gallimard, et Pauline était toute seule  la même année dans les livres de poche Folio, au sein du même éditeur,. Elle est également traductrice de l'anglais vers le français.